# Názáreti Kiadóház
A Názáreti Kiadóház (NPH) a Názáreti Egyház kiadója. Kansas City, Missouriban található. A világ legnagyobb szentség irodalom kiadója.
Tananyagokat, kottákat, könyveket, magazinokat nyomtatnak.

Különböző témákkal különböző egységek foglalkoznak a Názáreti Kiadóházon belül.
- Beacon Hill Press: Könyvek a keresztény életről, lelki növekedésről, valamint szolgálati és vezetőségi segédanyagok és teológiai könyvek.

- Lillenas Publishing Company: Keresztény zene kórusoknak és együtteseknek, dráma anyagok, valamint zene és dráma gyermekeknek.

- WordAction Publishing Company: Vasárnapi Iskolai és kiscsoportos tananyagok, valamint Vakációs Biblia Suli, Karaván és zenés anyagok gyermek részére.

- Barefoot Ministries: Internetes és nyomtatott anyagok. Témái: tanítványság, lelki formálódás, és áhítatos anyagok az ifjúság részére.

## Külső hivatkozások
- A Názáreti Kiadóház hivatalos honlapja (angol)